# Liam Gallagher
William John Paul (Liam) Gallagher (Burnage, Manchester, 21 september 1972) is de frontman van de britpop/rockbands Oasis en Beady Eye. Hij richtte deze eerdere band op samen met Paul Arthurs (gitaar), Paul McGuigan (bas) en Tony McCarroll (drum). Later kwam daar Gallaghers oudere broer Noel Gallagher bij.

## Biografie

### 1992-2009: Oasis
Gallagher staat bekend om zijn opvallende manier van zingen. Sinds 1994 doet hij zijn handen achter zijn rug en zijn hoofd omhoog om in een te hoog staande microfoon te kunnen zingen. Tijdens het zingen raakt hij nooit de microfoon aan met zijn handen, maar alleen met zijn bovenlip. Op het podium loopt Gallagher vaak op zijn typische manier.
Vanaf het album Standing on the Shoulder of Giants droeg Gallagher ook bij aan het schrijven van de teksten. De grootste door Gallagher geschreven hit is het nummer Songbird van het album Heathen Chemistry uit 2002. Het behaalde de derde plaats in de UK Top 40.
Hij trouwde op Valentijnsdag 2008 met Nicole Appleton en samen hebben ze een zoon, op 8 april 2014 zijn ze gescheiden.

### 2009-2014: Beady Eye
Op 28 augustus 2009 maakt Liams broer, Noel bekend dat hij die avond nog uit de band stapt, omdat hij niet langer met zijn broer kan samenwerken. Liam Gallagher verklaarde daarop aanvankelijk dat het "gedaan" was met Oasis. Nu vormt hij samen met de overige bandleden de band Beady Eye.
In februari 2010 kwam hij in het nieuws doordat hij zijn Brit Award in het publiek had gegooid. Hij had de prijs gewonnen met het tweede Oasis-album (What's the Story) Morning Glory?.
Op 12 augustus 2012 verzorgde hij een liveoptreden bij de sluitingsceremonie van de Olympische Spelen in Londen. Deze keer stond de microfoon te laag, die hij overigens als vanouds alleen met zijn bovenlip beroerde.
Het tweede album van Beady Eye genaamd B.E kwam op 10 juni 2013 uit. 
De tour werd geplaagd door enkele incidenten, waaronder dat Liam zijn stem enkele weken kwijt was, en dat gitarist Gem Archer een verkeersongeval kreeg.
Enkele kleinschalige optredens gingen wel door, waaronder in de Royal Albert Hall, met oud-Oasis gitarist Bonehead op slaggitaar.
In 2014 maakte Liam bekend dat Beady Eye werd ontbonden.

### 2017-2018: As You Were
Na Beady Eye werd het erg stil rond Liam Gallagher op muzikaal gebied. Op 12 juni 2015 trad hij op bij een speciale aflevering van FTI Friday, waar hij samen met Roger Daltrey, ex-Oasis gitarist Paul Arthurs, Zak Starkey en Jay Mehler. Waar ze The Who klassieker “My Generation” speelden.
Op 26 juli 2015 verscheen Gallagher in een Ierse pub in Charlestown, County Mayo, waar hij een aantal nummers speelde, waaronder een versie van zijn nieuwe nummer 'Bold', voor pubgasten met een akoestische gitaar. [31] Op 4 januari 2016 zei hij echter op Twitter dat hij niet van plan is om een solocarrière te beginnen. In een interview in 2016 met het maandblad Q, kondigde officieel aan dat hij liedjes zou uitbrengen in 2017 hoewel hij het niet als een solocarrière beschouwt, maar dat het gewoon liedjes zijn die hij in de loop van de jaren heeft geschreven die hij zou willen uitbrengen.
Een solo-optreden op Noors Bergenfest festival in 2017 werd aangekondigd in november 2016, met andere festival optredens voor de zomer 2017 later bevestigd. In maart 2017 werd aangekondigd dat het debuut solo-album getiteld As You Were zou zijn. Op 26 mei 2017 kondigde hij de release aan van zijn solo-debuutsingle "Wall of Glass" op 1 juni 2017, maar het werd een dag eerder op 31 mei uitgebracht met een begeleidende videoclip. In dezelfde maand trad Gallagher zijn eerste soloconcert op in het Ritz in Manchester, waarbij alle opbrengsten naar slachtoffers van de terreuraanval in Manchester gingen.
Op 4 juni 2017 maakte Gallagher een verrassingsoptreden tijdens het One Love Manchester benefietconcert waar hij "Rock 'N' Roll Star", "Wall of Glass" en "Live Forever" speelde met Coldplay's Chris Martin en Jonny Buckland. De dag erna stond hij op Pinkpop in Nederland. Verder had Gallagher die maand festivaloptredens op  Rock am Ring in Duitsland en in Glastonbury. Tijdens de set zong hij "Don't Look Back in Anger" voor de eerste keer; hij wijdde de song aan de slachtoffers van de terreuraanslagen van Manchester en Londen en de brand in de Grenfell Tower. Op 30 juni 2017 bracht Gallagher zijn tweede solo-single "Chinatown" uit. In juli 2017 trad hij op tijdens het Exit-festival in Servië en het Benicassim-festival in Spanje.
Op 3 augustus 2017 trad Gallagher op op het Lollapalooza-festival in Chicago en verliet het podium in het midden van een nummer na slechts 20 minuten te hebben gespeeld. Later verontschuldigde hij zich op Twitter en beweerde hij dat hij vocale problemen had. Op 10 augustus 2017 werd "For What It's Worth" uitgebracht. Hij speelde dit lied in The Late Show met Stephen Colbert op 14 augustus 2017. In augustus 2017 trad Gallagher op tijdens het Reading and Leeds festival. In oktober voerde Gallagher het nummer "Come Together" van The Beatles uit met de band Foo Fighters en Aerosmith-gitarist Joe Perry op het CalJam-festival in Californië.
Op 6 oktober 2017 werd het soloalbum As You Were van Gallagher uitgebracht voor wijdverbreide lovende kritieken. Het album debuteerde op nummer één in het Verenigd Koninkrijk met een verkoopaantal van 103.000 in de eerste week, waardoor de rest van de top 10 van de UK Albums Chart tezamen werd uitverkocht. Het behaalde ook de hoogste single-week vinylverkoop in 20 jaar, met 16.000 exemplaren.
In september startte de verkoop van Gallaghers UK-Tour. Alle 15 concerten waren binnen een dag uitverkocht. Ter promotie van de tour kwam oud-Oasisgitarist Bonehead een paar keer op het podium om enkele nummers mee te spelen.
In februari 2018 zong Gallagher Live Forever tijdens de Brit Awards; hij droeg het op aan de slachtoffers van de aanslagen in Manchester. Gallagher viel in voor zangeres Ariana Grande die het One Love Manchester-concert had georganiseerd. Op 22 mei 2018 stond Gallagher in het voorprogramma van de Rolling Stones; ook kondigde hij via Twitter een nieuw album aan waarop hij samenwerkt met de Amerikaanse producers Greg Kurstin en Andrew Wyatt.

### 2019-2020: Why Me? Why Not.
Aan het einde van Gallagher’s As You Were tour maakte hij bekend weer aan een nieuw album te werken genaamd; Why Me? Why Not.
Op 6 juni trad hij op in de Union Chapel in Londen en zong zijn nieuwe single; Shockwave. 
Een dag later, tegelijkertijd met de release van zijn documentaire As It Was, kwam Shockwave uit. Uiteindelijk behaalde de single de eerste plaats in de UK Charts. 
Daarnaast stond hij onder andere op de festivals Medimex en Glastonbury.
Eind juli werd bekendgemaakt dat Liam op 3 augustus 2019 zou optreden bij MTV Unplugged. Oasis trad ook al een keer op bij MTV Unplugged, maar zonder Liam.
Het album Why Me? Why Not. kwam uit op 20 september 2019.
Op 3 november 2019 trad hij op op de MTV Awards in Seville, Spanje. Gallagher zong zijn nieuwe single Once en de Oasisklassieker Wonderwall, samen met oud Oasis gitarist Paul Arthurs, beter bekend als Bonehead.
Tijdens de UK tour van 11 tot en met 29 november speelde Liam een groot gedeelte van zijn nieuwe nummers, maar enkele ook Oasis liedjes die al meer dan 15 jaar niet meer live bespeeld waren, waaronder Acquiesce en Gas Panic!.
Ook speelde Bonehead de hele tour weer alle Oasis liedjes mee.
Op 27 November 2020 bracht Gallagher zijn nieuwste single, 'All you're dreaming of', uit. Hiermee kwam hij op plaats vier in de Britse Big-Top 40 hitlijst binnen.
Op 5 December 2020 werd er een virtueel live concert uitgezonden genaamd Down By The River Thames. Ook hier speelde Bonehead weer enkele liedjes mee.

### 2021-heden: C'mon you know!
Op 1 oktober 2021 maakte Gallagher bekend dat hij op 27 mei 2022 zijn nieuwe album genaamd C'mon you know, zal uitbrengen. Tegelijkertijd maakte Gallagher bekend dat hij op 4 juni 2022 een concert in Knebworth Park organiseert, bijna 26 jaar geleden deed hij dat ook met Oasis. Op 20 januari 2022 kondigde Gallagher de eerste single van het nieuwe album aan, genaamd "Everything's Electric". Het nummer werd mede geschreven door Dave Grohl (die ook drums speelde op de track) en Greg Kurstin en werd op 4 februari 2022 uitgebracht.  De derde single van het album, "Better Days," werd uitgebracht op 22 april, waarbij alle opbrengsten naar War Child gingen. De vierde single van het album, "Diamond In The Dark," werd uitgebracht op 26 mei.
Gallagher bracht zijn album 'C'mon You Know' uit op 27 mei 2022, samen met zijn tweede solo livealbum 'Down by the River Thames'.

## Persoonlijk
Gallagher trouwde in 1997 met de actrice Patsy Kensit. Hij kreeg met haar een zoon in 2000. Het paar scheidde in 2000. In 1998 kreeg hij tijdens zijn huwelijk ook een dochter met de zangeres Lisa Moorish. Deze dochter zou hij echter pas in 2018 ontmoeten.., Uit een relatie met de Canadese zangeres Nicole Appleton kreeg hij een tweede zoon in 2001.. Zij trouwden in 2008 en scheidden in 2014. In 2011 kreeg hij een tweede dochter met de journalist Liza Ghorbani. Sinds 2019 woont hij samen met zijn persoonlijk assistent.

## Discografie

### Albums
| Album met eventuele hitnotering(en) in de Nederlandse Album Top 100 | Datum van verschijnen | Datum van binnenkomst | Hoogste positie | Aantal weken | Opmerkingen |
| ------------------------------------------------------------------- | --------------------- | --------------------- | --------------- | ------------ | ----------- |
| As You Were                                                         | 06-10-2017            | 13-10-2017            | 15              | 3            |             |
| Why Me? Why Not.                                                    | 20-09-2019            | 28-09-2019            | 20              | 1            |             |
| MTV Unplugged                                                       | 12-06-2020            | 20-06-2020            | 34              | 1*           |             |

| Album met hitnotering(en) in de Vlaamse Ultratop 200 albums | Datum van verschijnen | Datum van binnenkomst | Hoogste positie | Aantal weken | Opmerkingen |
| ----------------------------------------------------------- | --------------------- | --------------------- | --------------- | ------------ | ----------- |
| As You Were                                                 | 2017                  | 14-10-2017            | 13              | 11           |             |
| Why Me? Why Not.                                            | 2019                  | 28-09-2019            | 8               | 6            |             |
| MTV Unplugged                                               | 2020                  | 20-06-2020            | 26              | 1*           |             |

### Singles
| Single met eventuele hitnotering(en) in de Nederlandse Top 40 | Datum van verschijnen | Datum van binnenkomst | Hoogste positie | Aantal weken | Opmerkingen |
| ------------------------------------------------------------- | --------------------- | --------------------- | --------------- | ------------ | ----------- |
| Wall Of Glass                                                 | 02-06-2017            |                       |                 |              |             |
| Shockwave                                                     | 07-06-2019            |                       |                 |              |             |

| Single met hitnotering(en) in de Vlaamse Ultratop 50 | Datum van verschijnen | Datum van binnenkomst | Hoogste positie | Aantal weken | Opmerkingen |
| ---------------------------------------------------- | --------------------- | --------------------- | --------------- | ------------ | ----------- |
| Wall Of Glass                                        | 2017                  | 10-06-2017            | Tip27           |              |             |
| For What It's Worth                                  | 2017                  | 26-08-2017            | Tip32           |              |             |
| Come Back To Me                                      | 2017                  | 18-11-2017            | Tip35           |              |             |
| Shockwave                                            | 2019                  | 15-06-2019            | Tip             |              |             |
| Once                                                 | 2019                  | 10-08-2019            | Tip38           |              |             |
| Now That I've Found You                              | 2019                  | 16-11-2019            | Tip             |              |             |